# Logistique pendant la Première Guerre mondiale

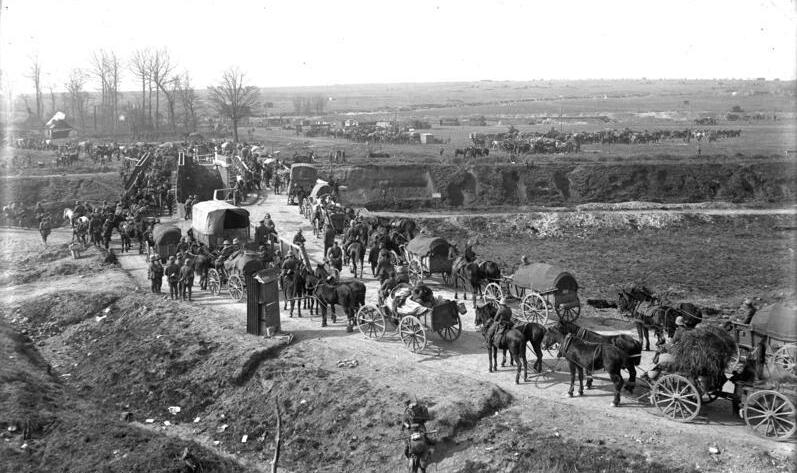
Goulot d'étranglement du train de ravitaillement allemand devant deux ponts provisoires près de la ville d'Étricourt (Somme), lors de l'opération Michael, 24 03 1918.

La logistique pendant la Première Guerre mondiale concerne l'organisation et la livraison de matériel et d'équipement aux forces armées engagées dans ce conflit. Cet aspect connait d'importantes mutations et est confronté à de nouveaux enjeux en raison de la nature et de l'échelle de ce conflit.

## Histoire et développements

### Les premières étapes de la guerre
Avec le développement de la conscription militaire et des systèmes de réserve dans la seconde moitié du xixe siècle, l'effectif des armées s'accroit de manière significative. Cette période voit également une industrialisation de la puissance de feu avec le développement de nouvelles technologies comme le fusil à verrou qui augmente la cadence de tirs. Les artilleries voient aussi leur nombre devenir plus important ainsi que leurs calibres. Le réseau de chemin de fer qui se développe massivement entre 1870 et 1914 permet un acheminement et une concentration rapide des troupes, du matériel et du ravitaillement. Dès 1843, cela conduit les militaires prussiens à s'impliquer directement dans le développement du transport ferroviaire. À cet effet, la Prusse intègre une section ferroviaire dans leur Grand État-Major général ainsi qu'un organisme mixte civil et militaire pour encadrer le développement du réseau ferroviaire à des fins militaires.
D'autres technologies viennent s'y ajouter comme les mitrailleuses, la poudre sans fumées, etc. Tous ces éléments entrainent une multiplication conséquente de la quantité de munitions dont les unités ont besoin sur le champ de bataille; quasiment en continu. Néanmoins, à la veille de Première Guerre mondiale, les systèmes logistiques militaires continuent à s'appuyer sur la technologie du xixe siècle.
Le principal mode de transport du ravitaillement au début de la guerre est encore le cheval en raison du manque d'alternatives disponibles en 1914 et en raisons du rythme rapide de la guerre durant les premières semaines éloignant les troupes de leurs réseaux de chemin de fer nationaux. Les capacités d'approvisionnement par voie ferrée et par chevaux sont poussés à leurs limites. Au fur et à mesure que la guerre progresse, il devient de plus en plus difficile de permettre le ravitaillement des troupes par les moyens traditionnels en raison des conditions au front. Les voies d'approvisionnement sont devenues boueuses et impraticables. L'amélioration de l'artillerie des deux côtés et des nouvelles tactiques conduisent à avoir un train de ravitaillement de plus en plus livré sous le couvert de la nuit ce qui réduit considérablement la vitesse d'approvisionnement.

### La guerre de tranchées et le blocus de l'Allemagne

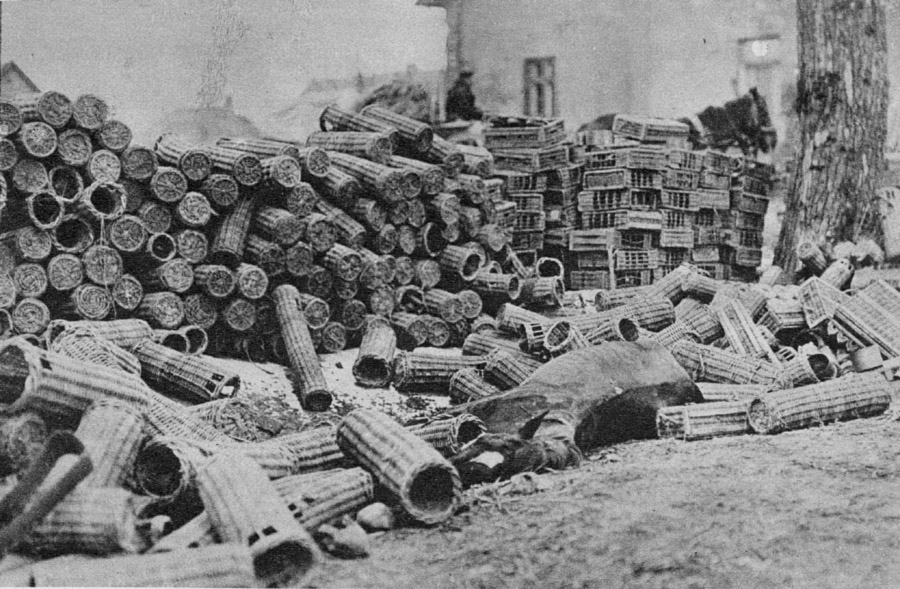
Ci-dessus, des paniers de munitions russes pour les obus de l'artillerie lourde. Le ravitaillement de l'artillerie de la Première Guerre mondiale est un défi. Cela aboutit pour la Grande-Bretagne à la crise des obus de 1915.

Par la suite, la stabilisation du front et le passage à une guerre statique de tranchées, il devient plus facile pour les armées de subvenir aux besoins de leurs troupes par l'usage du transport ferroviaire - en particulier pour l'artillerie. Le transport du matériel devient ainsi plus facile et plus rapide entre les usines et la ligne de front. Cette situation n'est pas sans poser des problèmes, comme en témoigne la crise des obus de 1915. Avec le développement des tranchées, des chemins de fer spéciaux à voie étroite sont construits pour étendre le réseau ferroviaire jusqu'aux lignes de front. La taille de l'armée allemande se révèle trop lourde pour que ses chemins de fer puissent la soutenir, sauf lorsqu'elle est immobile. Les succès tactiques comme l'opération Michael se transforment en échecs opérationnels puisque la logistique ne parvient pas à suivre l'avancée de l'armée sur un terrain dévasté par les obus. Cette difficulté se rencontre également dans la préparation de la logistique pour la mise en œuvre de grandes offensives qui accroit les temps de préparation global.

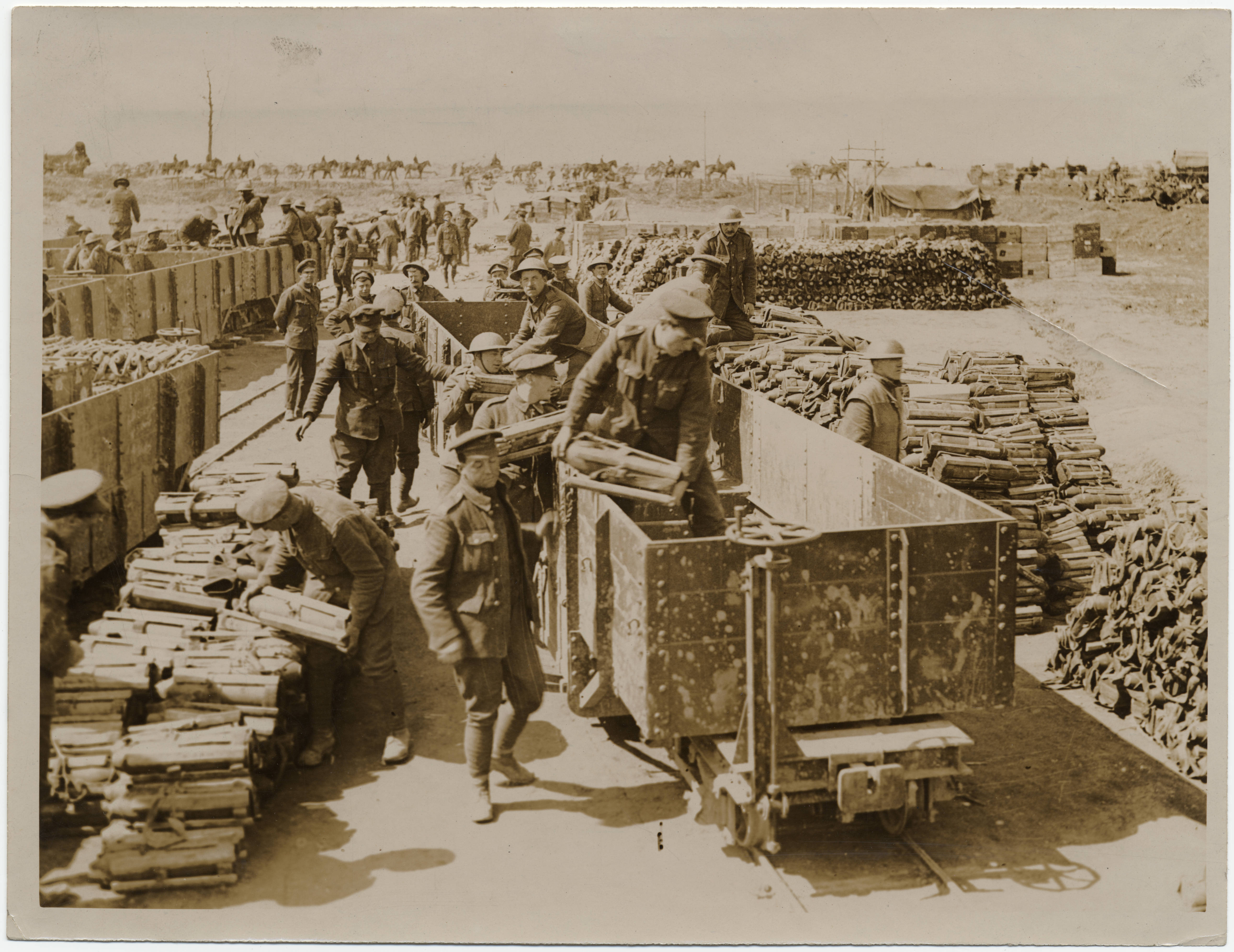
Une station de chargement de munitions. Les wagons sont disposés sur un chemin de fer à voie étroite. Ci-contre, la 5e Division du Canada en France, entre 1917 et 1918.

Sur le plan maritime, le blocus britannique de l'Allemagne maintient une mainmise sur les matières premières, les biens commerciaux et les denrées alimentaires nécessaires pour soutenir les efforts de guerre de l'Allemagne. Cette stratégie est considérée comme un élément clef de la victoire des Alliés. Du côté de ces derniers, les États-Unis sont un important producteur de matériel militaire, ce qui implique un transport transatlantique vers le Royaume-Uni et la France. Dans le même temps, la guerre sous-marine à outrance que mène l'Allemagne montre la vulnérabilité des routes maritimes malgré la supériorité navale des Alliés. Cette situation révolutionne la façon dont la guerre maritime est menée et donne lieu à la première utilisateur de convois militaires pour contrer la menace causée par les sous-marins allemands.
En juin 1918, les Alliés créent le Comité militaire de ravitaillement allié qui s'avère être un mécanisme inestimable pour la coordination des besoins logistiques des armées opérant à proximité les unes des autres pendant les dernières batailles de l'automne. Le rapport de ce comité contient un plan d'ensemble des systèmes logistiques des principales armées de l'Entente.
Au cours de la guerre, la complexification de la logistique nécessite de développer l'administration et de multiplier de nouveaux services militaires en temps normal dévolus aux secteurs civils - ces évolutions débutent dès la fin du xixe siècle mais se concrétisent durant la Grande Guerre. Des unités spécialisées dans différents domaines se développent et évoluent parmi les divisions et corps d'armées (transport, hospitalier, ordonnance pour la livraison de matériel, etc.), augmentant de manière générale l'effectif de personnel non-combattant dans les armées.

## Focale sur différents fronts

### Front de l'Ouest

#### France
La défaite de la guerre de 1870 est un traumatisme pour l'armée française qui se lance dès le printemps 1871 dans la réforme totale de son armée. Elle prend acte des erreurs tactiques et opérationnelles durant ce conflit et prend pour modèle le système prussien - maintenant allemand.

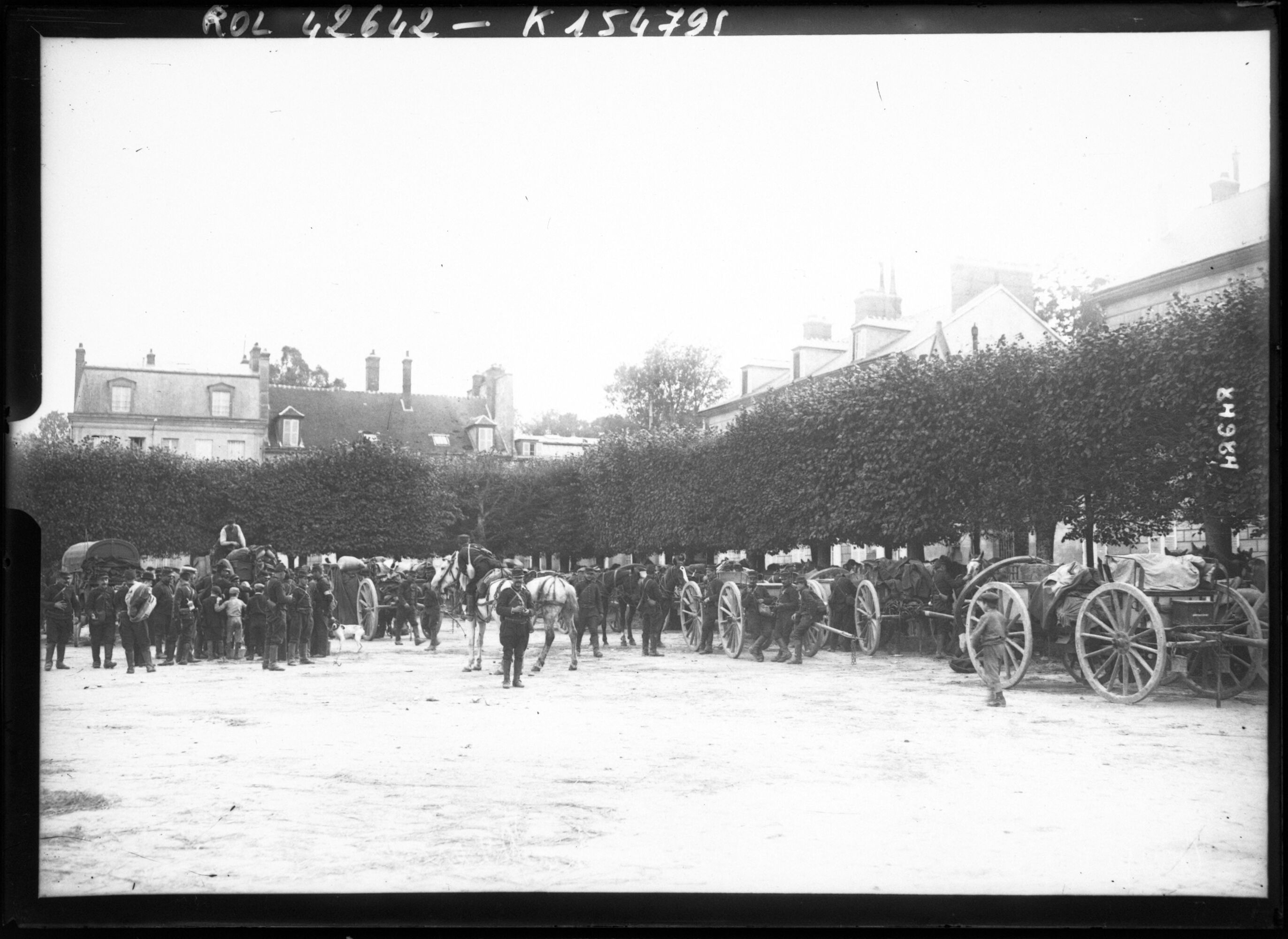
Convois de ravitaillement à Compiègne (1914).

Mis au point par la 5e direction du ministère de la Guerre entre 1885 et 1890, le système du « Ravitaillement national » a la charge de fournir les stocks de denrées pré-positionnées pour assurer le ravitaillement des armées. Les denrées nécessaires sont achetées sur l'ensemble du territoire national, ou achetées à l'étranger, puis suivent un parcours pré-établi pour finir à disposition des troupiers. La « Direction de l'Arrière » organise la fourniture et l'acheminement du ravitaillement ; elle est informée des opérations militaires prévues et des besoins nécessaires.
Pour renouveler les stocks, chaque département doit fournir un quota de denrées, par achat ou par réquisition. Pour ce faire, un « comité de ravitaillement » présidé par le préfet, est créé en rassemblant les fonctionnaires concernés, des représentants des professions agricoles et des transports, un militaire breveté et un sous-intendant. Le rôle de ce comité est d'établir un tableau des capacités contributives du département pour chaque denrée. Au vu de ces renseignements, la direction de l'Intendance du ministère de la Guerre dresse un plan de ravitaillement.
Les départements sont divisés en « circonscription de groupement », disposant d'un « centre de réception », typiquement un centre de foire ou de marché avec gare de chemin de fer ou gare fluviale à proximité. Une « commission de réception » composée de personnalités reconnues localement et de fonctionnaires comme le percepteur assurent la réception des denrées et leur paiement immédiat selon des prix correspondants à ceux du marché. Sa tâche est facilitée par le fait que chacun sait que le président de la commission dispose du pouvoir de réquisition en cas de problème.

Schéma de la chaîne d'approvisionnement en vivres et équipements durant la première guerre mondiale (France).

Les denrées achetées ou réquisitionnées sont dirigées sur des Gares de Rassemblement (une par région de Corps d'Armée) ; de là, le ravitaillement est dirigé vers des « Stations Magasins » (« SM »). 17 ont été prévues avant la guerre. 20 sont en activité en 1914. Ces SM sont chargées d'approvisionner un effectif donné (par exemple, une armée). La plus importante, celle de St Cyr, en région parisienne, doit fournir de quoi assurer la subsistance quotidienne de 300 000 hommes et 70 000 chevaux. La moins importante, celle de Besançon, 45 700 hommes et 18 000 chevaux.

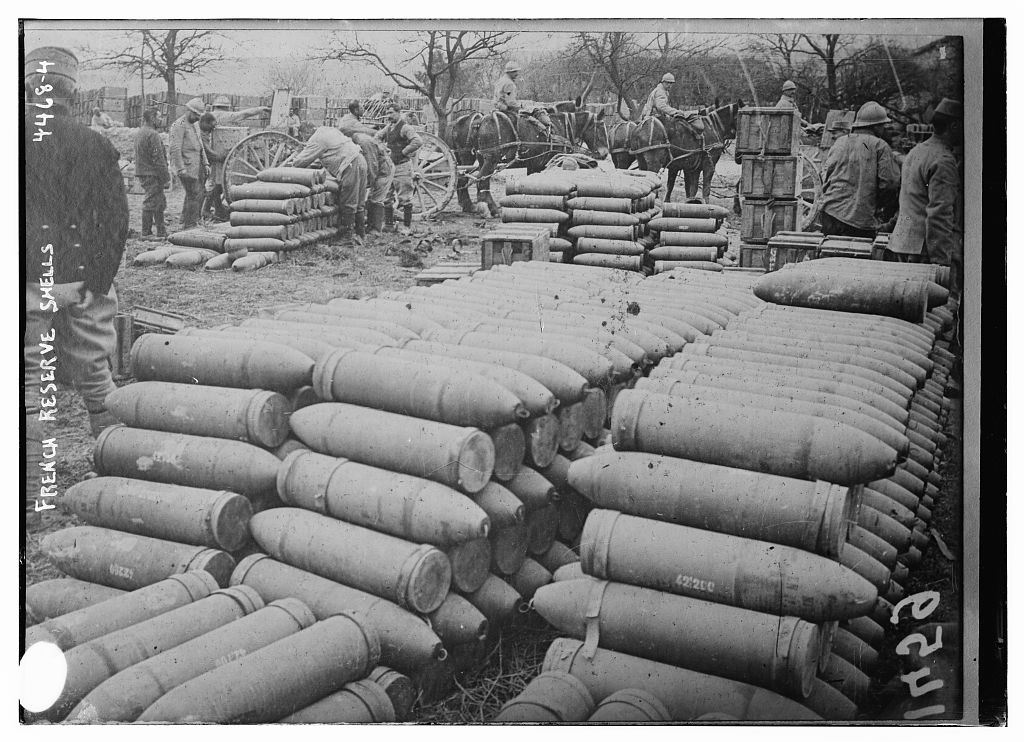
Dépôt de munitions.

Une SM comprend un ensemble de dépôts et de services qui vont de la tonnellerie à la boulangerie, en passant par les centres d'abattage pour les troupeaux qui y sont concentrés. 
Chaque armée dispose d'une ligne de communication, généralement matérialisée par des voies ferrées mais aussi par des voies navigables. Sur cette ligne, chaque armée dispose d'une « Gare Régulatrice » (GR). C'est sur cette gare que sont dirigés tous les approvisionnements, provenant des SM, des arsenaux. De la GR part, chaque jour, un train de ravitaillement (TRQ) à destination de gares de ravitaillement (GRAV) concernant les Corps d'Armée. C'est à cette gare que les unités sur le front vont venir chercher leurs approvisionnements. Dans le cas où la GRAV est trop éloignée du front, des lignes supplémentaires sont créées, lignes d'étapes. Ces lignes utilisent des voies de chemin de fer (normales ou type Decauville) ou des convois hippomobiles puis automobiles. C'est au bout de cette ligne d'étapes qu'est établi le dépôt, dit « Tête d'étapes », où viendront s'approvisionner les unités du front.

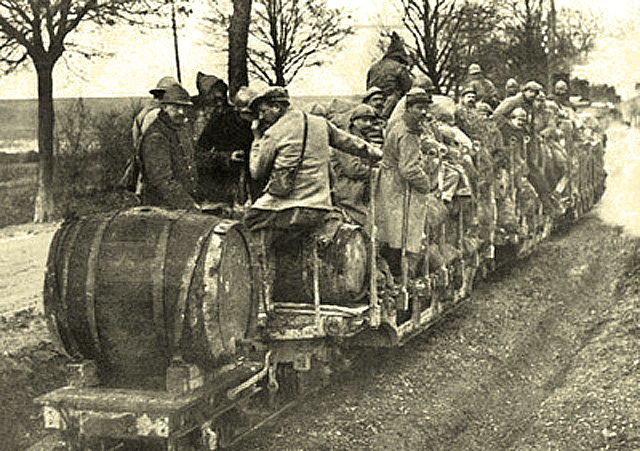
Convoi tiré par une Decauville. Notez les barriques de « pinard ».

Chaque jour, le ravitaillement nécessaire est adressé de la SM à la « gare régulatrice » associée à chaque armée. Pour St Cyr, la gare régulatrice est celle de Noisy-le-sec ; pour Besançon, c'est la gare de Gray. De ces gares, part un train de ravitaillement quotidien (TRQ) à destination de l'un des corps d'armée désigné. Ce train comprend de 20 à 24 wagons. Il est dirigé jusqu'à des « gares de ravitaillement » où attendent les équipages des corps d'armée. Dans certains cas, des lignes de chemin de fer à voie étroite, type Decauville, emmènent le ravitaillement aux plus près des grandes unités (divisions). Ce sont à ces dépôts que les petites unités (typiquement, compagnies, escadrons,...) viennent chercher de quoi ravitailler le front.
Le général Ragueneau estime qu'il circule ainsi chaque jour 180 trains de ravitaillement dont la moitié pour la seule alimentation des hommes et des bêtes.

#### États-Unis
Les distances transatlantiques et le manque d'expérience des forces armées américaines en matière d'opérations à grande échelle pour rendre le soutien aux corps expéditionnaires américaines extraordinairement difficile. La production en masse de munitions, y compris de navires de charge, n'atteint son plein potentiel que vers la fin de la guerre. Durant ce temps, les États-Unis dépendent de leurs alliés européens pour la plupart des armes et de la Grande-Bretagne pour le transport maritime. En France, les Américains construisent ou améliorent les ports, les voies ferrées, les dépôts et autres installations pour acheminer le matériel vers le front. Avec le temps, les Américains apprennent les multiples fonctions associées au soutien d'un conflit de grande ampleur, ce qui permet à leurs forces expéditionnaires d'opérer comme une force indépendante. L'expérience acquise au cours de la Première Guerre mondiale se révèle inestimable lors des conflits ultérieurs.